# Нараев (Ровненская область)
Нараев (укр. Нараїв) — село в Мирогощанской сельской общине Дубенского района Ровненской области Украины.
Население по переписи 2001 года составляло 305 человек. Почтовый индекс — 35630. Телефонный код — 3656.